# 特尔尼主教座堂

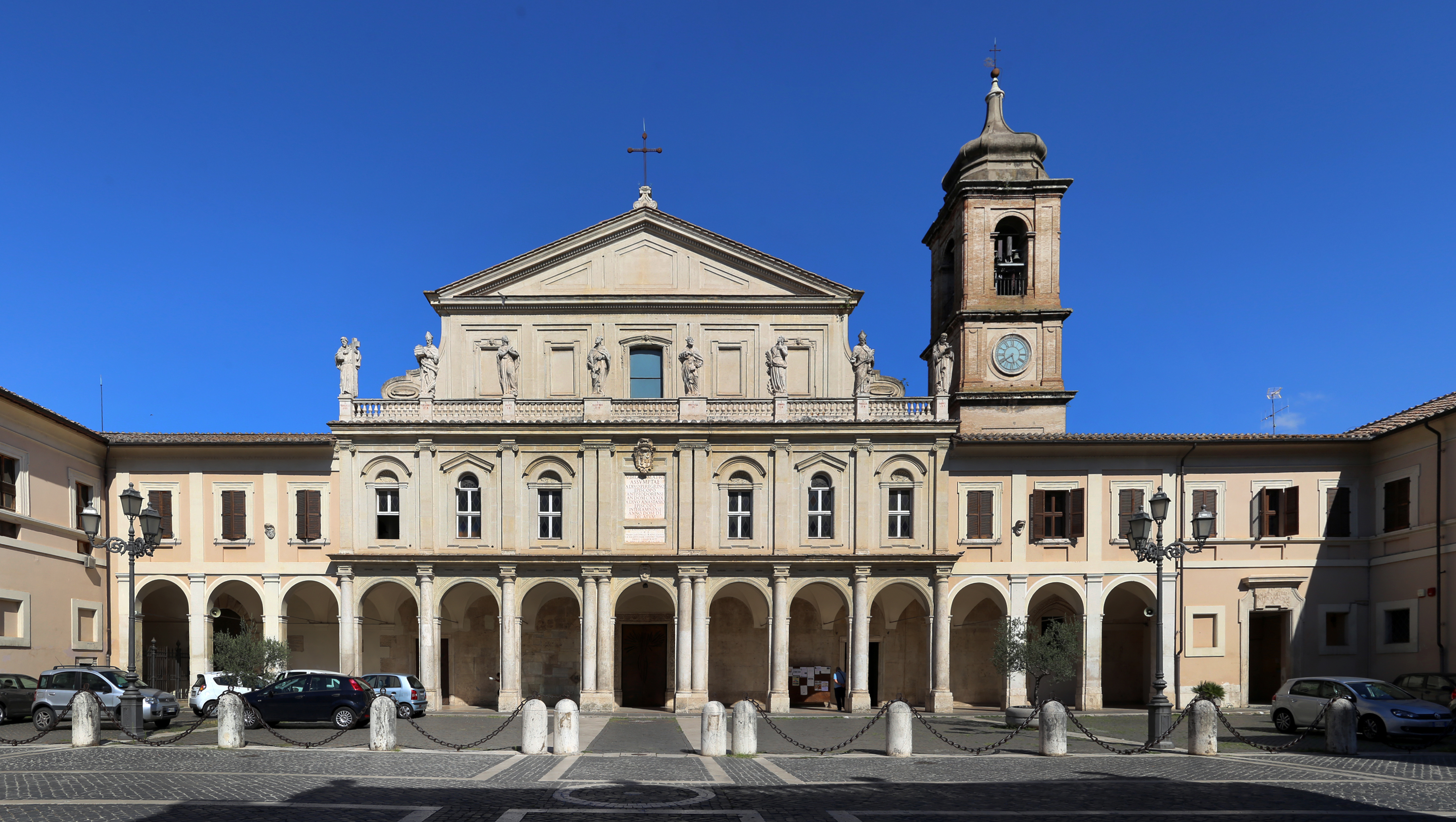

特尔尼圣母升天主教座堂（義大利語：  Duomo di Terni, Cattedrale di Santa Maria Assunta ) 是一座罗马天主教堂，天主教特尔尼-纳尔尼-阿梅利亚教区的主教座堂，位于 意大利翁布里亚大区特尔尼。

## 历史
该堂的历史可追溯到公元 2 世纪，由特尔尼的第一任主教建在异教神庙之上。606 年至 653 年间在此地建造了另一座教堂。 1932 年至 1937 年间在地下室发现了这座早期建筑的玫瑰窗残骸。9 世纪进行重建时，将早期的建筑变成新教堂的地下室； 12 世纪进行了进一步的重建。这座罗马式教堂现在所剩无几，在16和 17 世纪，按照当时口味改为吉安·洛伦佐·贝尼尼的巴洛克式设计，提高中殿的高度，在后殿的左侧重修钟楼，建造洗礼池和小堂，最重要的是将教堂与其所在的广场融为一体。

## 建筑
西立面有罗马式风格的宽阔门廊和双柱廊。立面的上部有石灰华栏杆和圣华楞定 等八位特尔尼主教的雕像。
内部采用拉丁十字平面，中殿与两侧过道之间由柱子隔开，旁边有小堂（包括洗礼小堂和圣体小堂）、耳堂和后殿。
- 咏经席（1559 年）；
- 西墙湿壁画描绘城市的主保圣人与天使（17 世纪）；
- 带有城镇纹章标志的洗礼池（1585 年）；
- 圭多雷尼的布面油画《不要摸我》；
- 客西马尼园的痛苦，布面油画；
- 卡洛·穆雷纳的会幕，内有基督宝血的遗物；
- 17世纪的管风琴；
- 地下墓室。